# サイバーナイフ

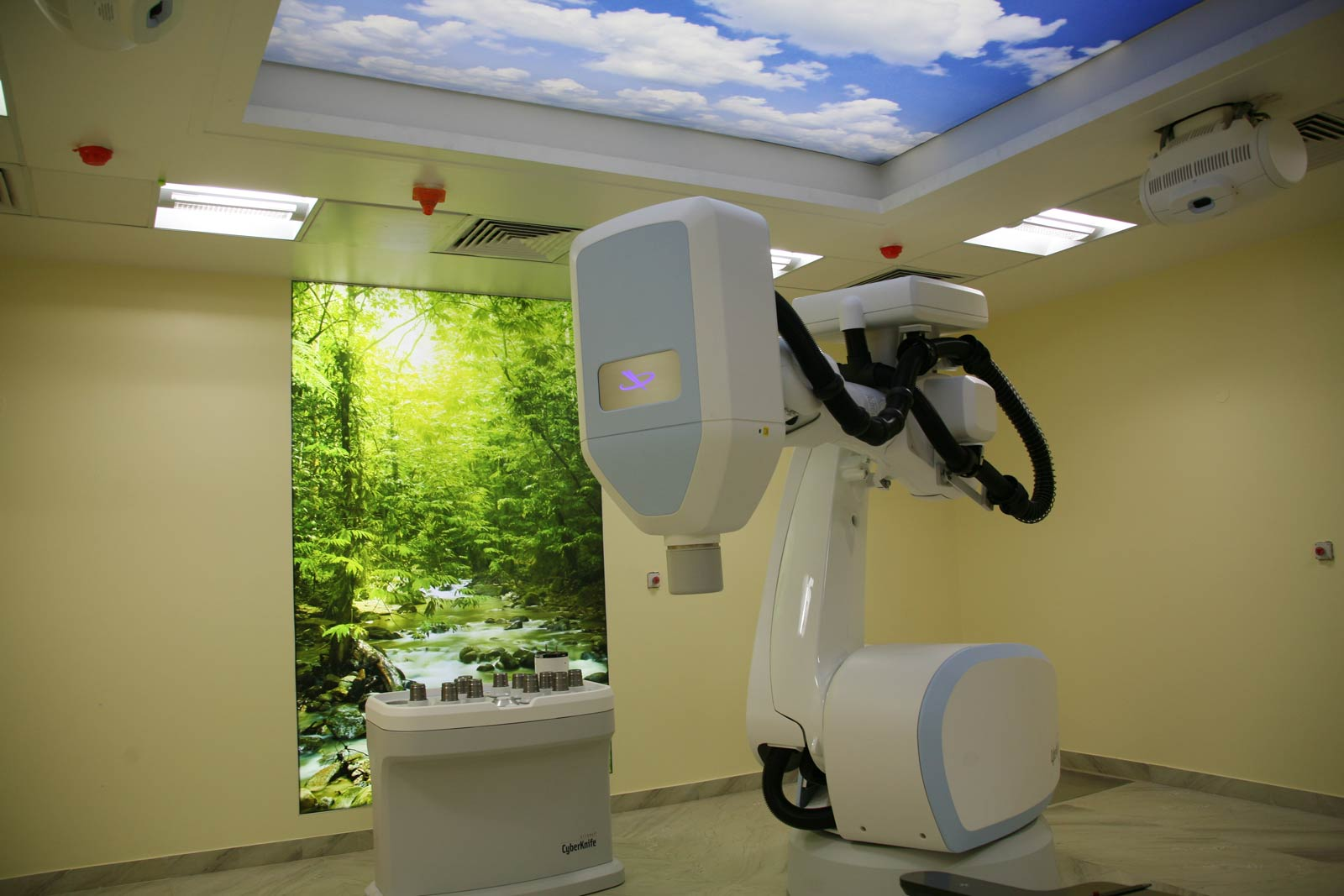
治療に使用する装置

サイバーナイフとはスタンフォード大学のジョン・アドラー教授によって開発された定位放射線治療を行う放射線照射装置。

## 概要
小型線形加速器とロボットアームと位置確認装置から構成される定位放射線照射治療装置で産業用ロボットに備えられた線形加速器から高エネルギーの粒子を病変部へ照射する。角度を変えて病変部へ照射することにより正常組織と比較して病変部への累積照射線量が増えるため効果を上げることができる。病変部分以外については、副作用は最小限に抑えられる。

## 文献
- 佐藤健吾. "サイバーナイフの現況." 月刊新医療 28(12), 76-78, 2001-12, NAID 40019939609
- 井上武宏, 塩見浩也, 井上俊彦. "サイバーナイフによる放射線治療." 臨床放射線 47.3 (2002): 423-430, NAID 10012129113
- 八代一孝. "ガンマナイフとサイバーナイフの特性とその使い分け." 定位的放射線治療 7 (2003): 53-58.
- 宮崎紳一郎, et al. "頭頸部癌治療におけるサイバーナイフの適応." 頭頸部外科 17.3 (2007): 209-216.